# راناکولا (شهرستان هیو)
راناکولا (به لاتین: Rannaküla) یک منطقهٔ مسکونی در استونی است که در دهستان اماسته واقع شده‌است.